# Czworonożność

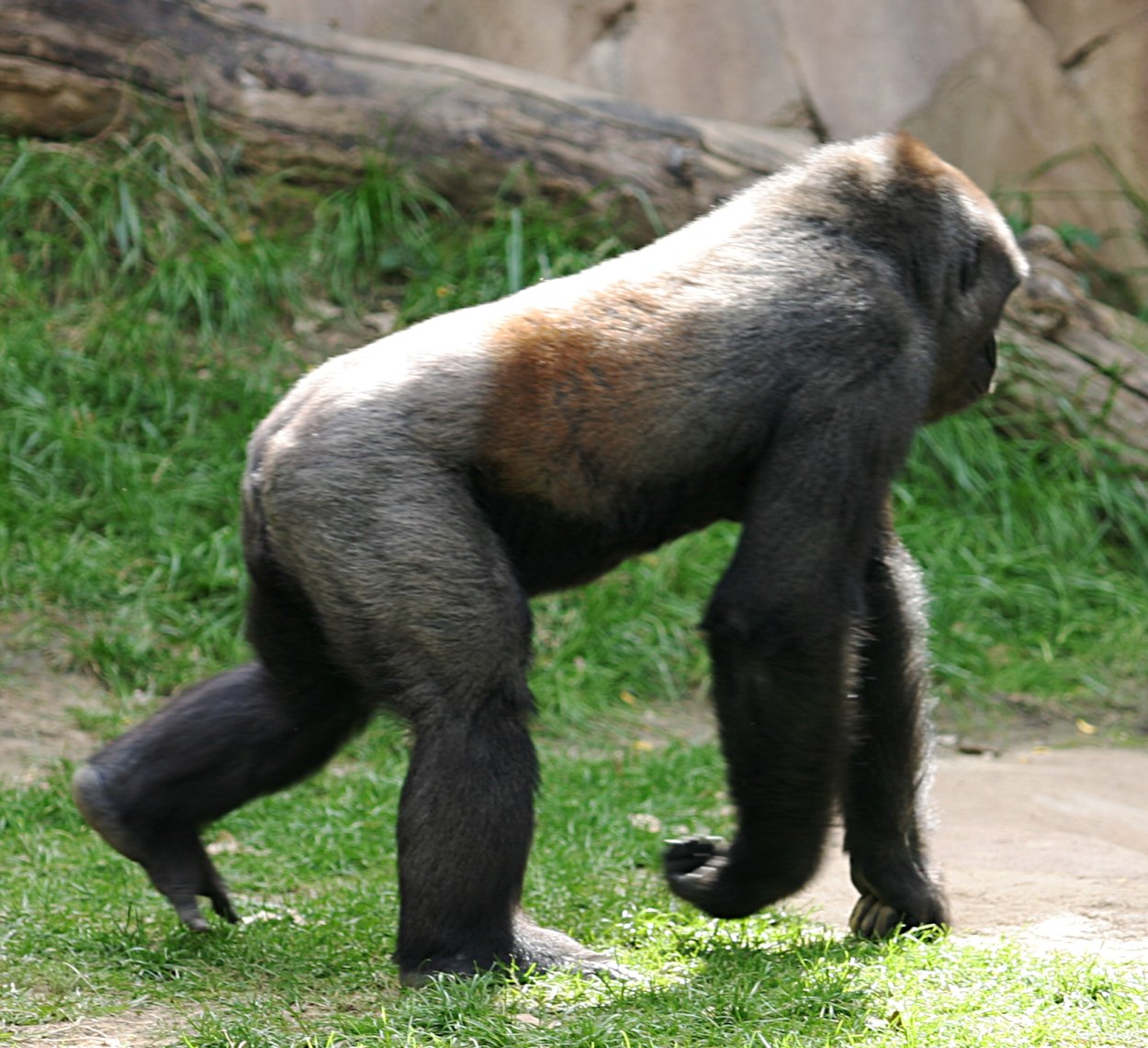
Goryl nizinny podpierający się w ruchu kośćmi śródręcza

Czworonożność (ang. quadrupedalism od łac. quad=cztery i pedis=stopy) – typ lokomocji, sposób poruszania się zwierząt:
- naziemna (lądowa) czworonożność (ang. terrestrial quadrupedalism) – typ lokomocji, w którym obie pary kończyn (u kręgowców) podpierają ciało zwierzęcia[1], w tym stosowane przez goryle i szympansy podpieranie się kośćmi dłoni (ang. knuckle-walking)[2]
- nadrzewna czworonożność (ang. arboreal quadrupedalism) – typ lokomocji, w którym zwierzę porusza się regularnymi ruchami wzdłuż poziomo ułożonych gałęzi angażując wszystkie cztery kończyny[2];

Czworonożnością nazywane jest też posiadanie przez kręgowce dwóch par kończyn palczastych lub pochodnych takich kończyn.